# Monolena morleyi
Monolena morleyi är en tvåhjärtbladig växtart som beskrevs av R.H.Warner. Monolena morleyi ingår i släktet Monolena och familjen Melastomataceae.
Artens utbredningsområde är Panamá. Inga underarter finns listade i Catalogue of Life.